# John Cage

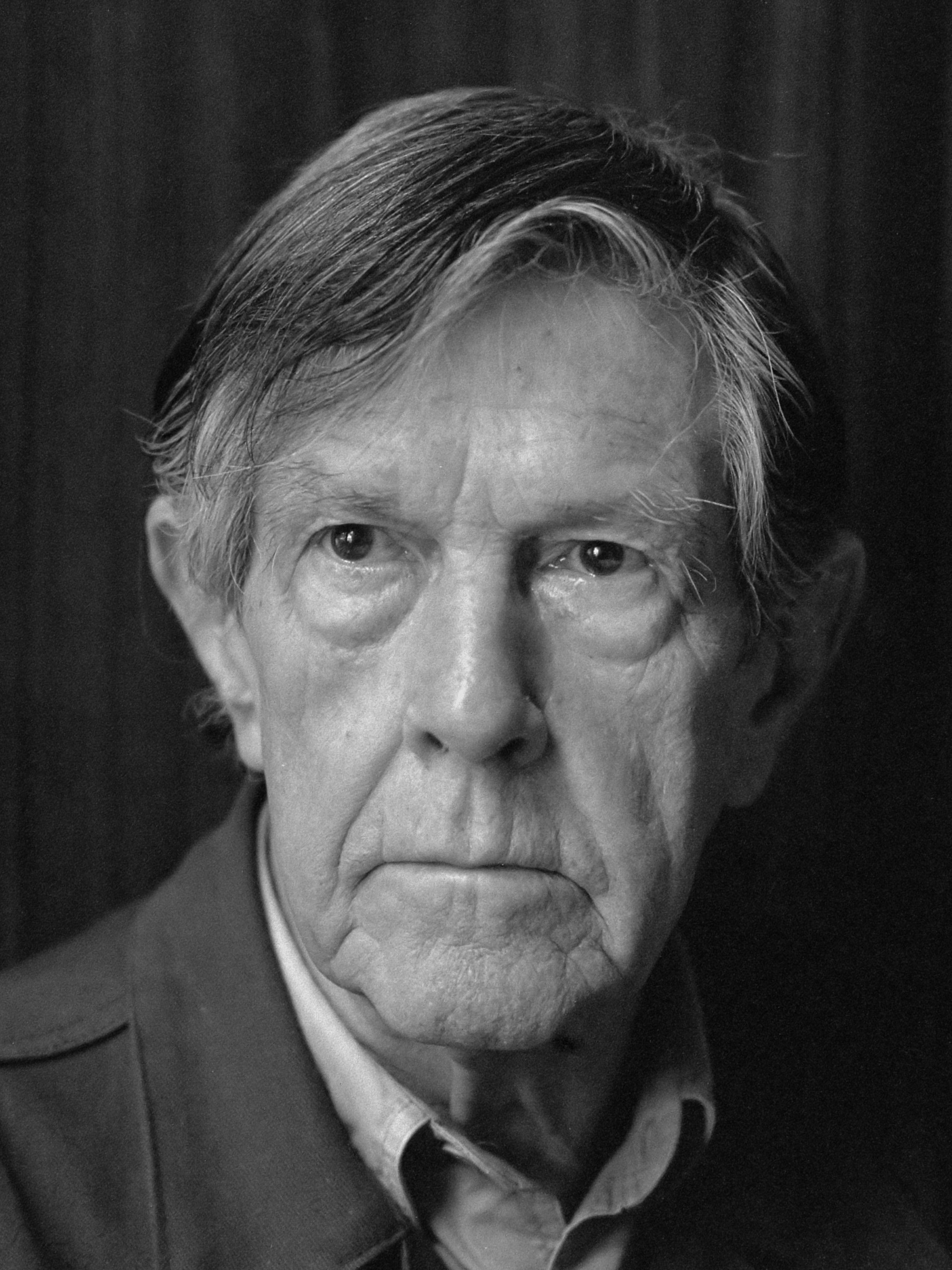
John Cage (1988)

John Milton Cage Jr. (ngày 5 tháng 9 năm 1912 – ngày 12 tháng 8 năm 1992) là một nhà soạn nhạc, nhà nhạc lý học, nhà văn, và họa sĩ. Là người tiên phong của tính không xác định trong âm nhạc, nhạc điện âm, sử dụng những nhạc cụ một cách không căn bản, Cage là một trong những nhân vật dẫn đầu của avant-garde thời hậu chiến. Những nhà phê bình xem ông như một trong những nhà soạn nhạc nước Mỹ có nhiều ảnh hưởng nhất thế kỷ XX.